# Vila Pignatelli
Villa Pignatelli je muzej u Napulju u južnoj Italiji. Vila se nalazi uz Riviera di Chiaia, cestu koja omeđuje sjevernu stranu Villa Comunale na obali mora između Mergelline i Piazza Vittoria.

## Povijest i dekoracija
Vilu je dao izgraditi admiral Ferdinand Acton 1826. godine kao neoklasicističku rezidenciju koja će biti središnji dio parka. Dizajn je dovršio arhitekt Pietro Valente. Središnji atrij premješten je na prednji dio zgrade, a dorski stupovi još uvijek privlače poglede promatrača s ulice udaljene 50 metara.
Arhitekt Guglielmo Bechi dizajnirao je unutarnje uređenje apartmana i mramorno ulazno stubište. Angažirao je kipare da dovrše neoklasicistički prikaz Alkibida i pasa.
Imanje je promijenilo vlasnika od izgradnje: nakon Actonove smrti 1841. kupio ga je Carl Mayer von Rothschild iz njemačke obitelji financijaša. Njegov monogram CR može se vidjeti na prvom katu. Neko ga je vrijeme koristila židovska zajednica Napulja za službe. Godine 1867. prodana je vojvodi od Monteleóna, Diegu Pignatelliju Aragona y Cortesu, čija ju je udovica, princeza Rosa Fici od knezova od Amafija, oporučno ostavila talijanskoj državi 1952., s uputama da se kuća i njezina imovina ne mijenjaju. Vila održava vrtove ispred zgrade, a u njoj se nalazi muzej kočija te zbirka francuskih i engleskih vozila iz 18. i 19. stoljeća.
Godine 1975. svečano su otvoreni Muzej Principe Diego Aragona Pignatelli Cortés i Muzej kočija koji se nalazi u sjevernom dijelu vrta.

## Vanjske poveznice
|  | Zajednički poslužitelj ima još gradiva o temi Vila Pignatelli |

- Službena stranica Museo Pignatelli  Arhivirana inačica izvorne stranice od 28. veljače 2021. (Wayback Machine)